# Аумюле
Аумюле (нім. Aumühle) — громада в Німеччині, розташована в землі Шлезвіг-Гольштейн. Входить до складу району Герцогство Лауенбург. Складова частина об'єднання громад Гое-Ельбгест.
Площа — 3,47 км2. Населення становить 3224 ос. (станом на 31 грудня 2020).

## Відомі люди
- В Аумюле 24 грудня 1980 помер німецький державний і військовий діяч, засуджений як військовий злочинець Карл Деніц.